# L'adolescència
L'adolescència (en rus: Отрочество) és la segona part de la novel·la autobiogràfica de Lev Tolstoi. Va començar a escriure-la a les acaballes de novembre de 1852 i va ser acabada el 1854.